# 円通寺 (大垣市)
円通寺（えんつうじ）は、岐阜県大垣市西外側町にある浄土宗の寺院。山号は旭光山。大垣藩主戸田氏歴代の菩提寺である。

## 歴史
慶長6年(1601年)に膳所藩主であった戸田氏鉄が膳所で建立する。その後戸田氏鉄が元和2年（1616年）尼崎藩主となると尼崎へと移転した。さらに寛永12年（1635年）に大垣藩へ転封となった際に大垣城の西側へ移される。大垣へ移された際の住職は専誉上人。以降、歴代大垣藩主の墓所が設けられた。一部の藩主の墓所は蓮光寺にあるが、後に円通寺に分骨が行われている。また、多くの大垣藩家臣の墓所もある。昭和20年（1945年）に大垣空襲が行われた際に本堂他山門を除く建物が焼け落ち、墓所も多く破損したが、現在では再建されている。
岐阜県指定の史跡として戸田家廟所があるほか、空襲の際に焼け残った円通寺山門は大垣市の重要文化財に指定されている。

## 文化財

### 岐阜県指定史跡
- 戸田家廟所

### 大垣市指定文化財
- 山門
- 戸田氏庸龍之画
- 大垣藩主歴代肖像画